# Quambalaria pitereka
Quambalaria pitereka är en svampart som först beskrevs av J. Walker & Bertus, och fick sitt nu gällande namn av J.A. Simpson 2000. Quambalaria pitereka ingår i släktet Quambalaria och familjen Quambalariaceae.   Inga underarter finns listade i Catalogue of Life.